# Khniss
Khniss (arabe : خنيس) est une ville du Sahel tunisien située à cinq kilomètres au sud de Monastir, au bord de la mer Méditerranée. Elle est adossée à la ville de Bembla à l'ouest et à Ksibet el-Médiouni au sud.
Rattachée au gouvernorat de Monastir, elle constitue une municipalité comptant 11 229 habitants en 2014.
Elle est la ville natale du linguiste arabe du VIIIe siècle, Abou Ishaq El Khounaïsi, qui enseignait à l'Université de Kairouan, la première université et centre de recherche fondés par les Aghlabides d'après l'historien tunisien Hassan Hosni Abdelwaheb.

## Étymologie
L'origine étymologique du mot Khniss n'est pas certaine mais pourrait renvoyer, soit à des mots arabes signifiant « église » (kanis) ou « dépression » (khounaïs), soit à un mot d'origine berbère. Il convient de noter qu'il existe un vieux village assyrien portant le même nom en Irak tout comme un village berbère au Maroc. Bien que cette dernière donnée pourrait plaider en faveur d'une origine berbère, toutes ces hypothèses restent à approfondir.

## Géographie
Khniss est une ville côtière qui se situe au début d'une longue dépression marine qui court jusqu'au cap Dimass, près de Bekalta, dont une partie est occupée par une lagune protégée des vagues ou des courants marins et appelée « mer Morte » par la population locale. Elle a longtemps accueilli une riche biodiversité marine qui, jusqu'à un passé très récent, a soutenu les moyens d'existence des familles de pêcheurs locaux. Une méthode de pêche traditionnelle et écologique, connue sous le nom de demmassa, y a été largement employée. Toutefois, au cours des dernières décennies, la lagune a été affectée par une combinaison de problèmes environnementaux qui menacent son équilibre écologique : la pollution, une mauvaise planification et l'absence totale de stratégies de préservation durable en sont les principales causes. Ainsi, une mauvaise planification peut être constatée dans l'aménagement destiné à détourner l'eau de pluie et protéger ainsi l'aéroport international de Monastir Habib-Bourguiba et un palais présidentiel voisin. Par ailleurs, la construction d'une barrière de sable (drina) en travers des voies d'écoulement des eaux de pluie a aggravé ce problème. De plus, la pollution découlant des déchets urbains et industriels est probablement une autre raison de l'appauvrissement de la biodiversité marine de la lagune. Dans ce contexte, un plan d'urgence est nécessaire afin que la lagune puisse retrouver son état original et fournir un environnement viable pour les espèces marines qui y ont autrefois prospéré.

## Histoire
La ville a servi de refuge aux Arabes et familles musulmanes expulsées de Sicile (1061-1091) après la conquête de celle-ci par les Normands. Certaines sources mentionnent la migration en deux vagues de ces derniers vers Khniss aux Xe et XIe siècles.

## Économie

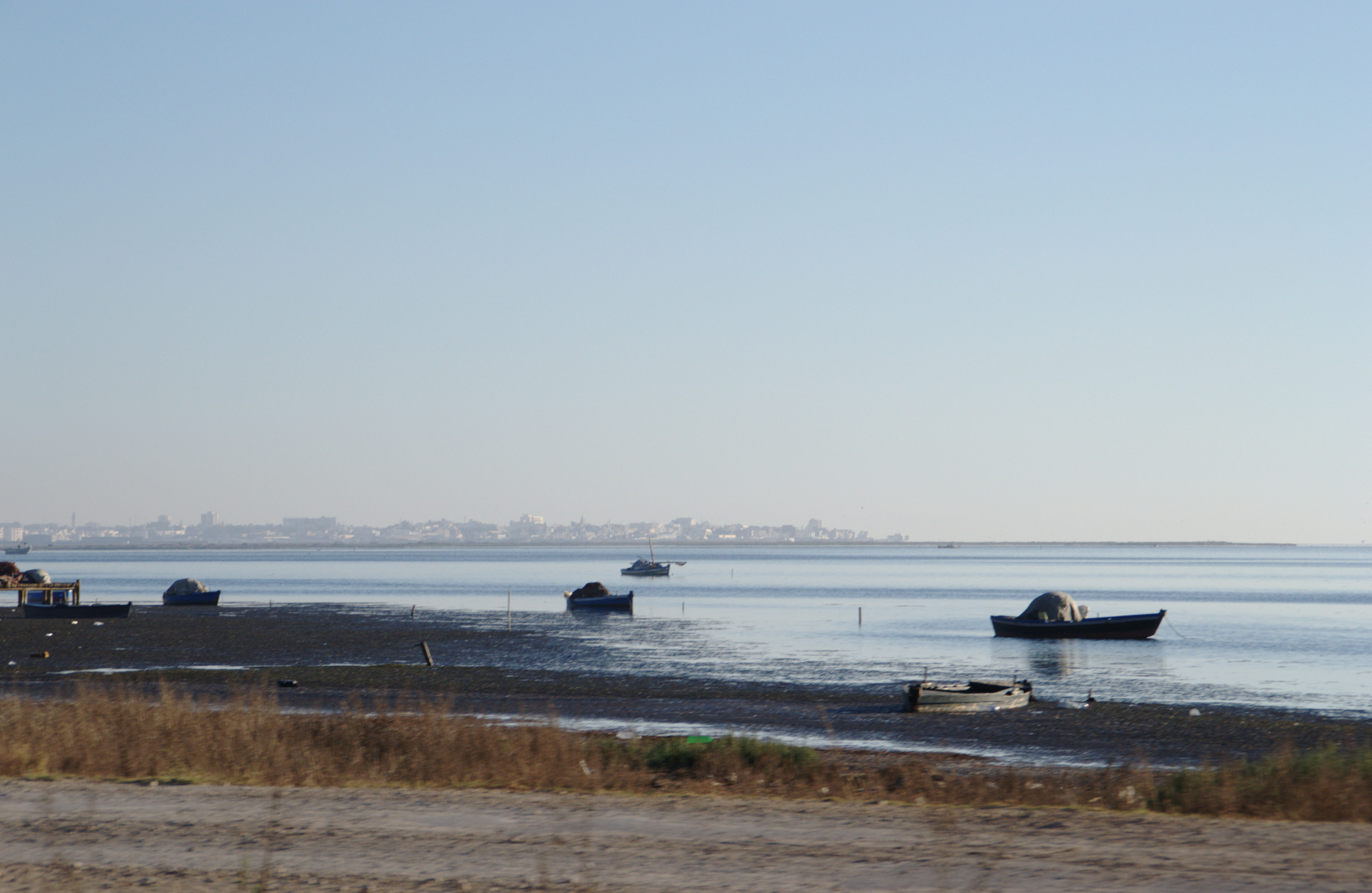
Embarcations à la plage de Khniss.

Traditionnellement, l'activité économique de la ville a été fondée sur la culture de l'olive, la pêche, les carrières de pierre — qui ont laissé certains paysages défigurés — et l'artisanat textile.
La ville s'est spécialisée dans le traitement de la laine et le tissage de différents types de couvertures de laine traditionnelles tels les ferrachia et les abena, de vêtements comme le burnous et le kadroun, de tapis comme le kilim, etc.
Aujourd'hui, l'économie locale est plus diversifiée mais reste encore dominée par les exportations de l'industrie textile, surtout pour le prêt-à-porter. Avec la structure moderne de l'industrie textile, la traditionnelle activité de la laine, qui manquent d'innovations et d'adaptation aux dernières technologies, a connu un choc et son importance économique est en diminution. Cette situation est une menace réelle sur le savoir-faire traditionnel.
L'aquaculture est pratiquée dans la lagune depuis près de trente ans, avec notamment l'installation d'une antenne de l'Institut national des sciences et techniques de la mer et d'un centre de soins pour les tortues marines, en particulier la caouanne dont l'un des principaux centres de ponte est situé, non loin, au niveau des îles Kuriat. Dans une zone proche du canal reliant la lagune à la mer ont été installés en mer des parcs aquacoles.